# Georges Graux
Pour les articles homonymes, voir Graux.
Georges Graux est un homme politique français né le 15 février 1843 à Saint-Pol-sur-Ternoise (Pas-de-Calais) et mort le 3 octobre 1900 à Saint-Pol-sur-Ternoise.

## Biographie
Avocat à Paris, Georges Graux est secrétaire d'Ernest Picard en 1867 et secrétaire de la conférence des avocats en 1868-1869. Membre de légation français à Bruxelles en 1872, il démissionne après la chute de Thiers. Il est conseiller général en 1875 et chef de cabinet du garde des Sceaux, puis de Louis Martel, président du Sénat. Il est député du Pas-de-Calais de 1881 à 1885 et de 1889 à 1900, inscrit au groupe de la Gauche radicale. Il est président de la commission des douanes de 1889 à 1900 et président de la commission du code rural.

## Sources
- « Georges Graux », dans Adolphe Robert et Gaston Cougny, Dictionnaire des parlementaires français, Edgar Bourloton, 1889-1891 [détail de l’édition]
- « Georges Graux », dans le Dictionnaire des parlementaires français (1889-1940), sous la direction de Jean Jolly, PUF, 1960 [détail de l’édition]